# 지하집모기
지하집모기는 모기과의 곤충이다. 전세계적으로 분포되어 있다.